# Quasimitra cardinalis
Quasimitra cardinalis (nomeada, em inglês, cardinal miter ou cardinal mitre) é uma espécie de molusco gastrópode marinho da família Mitridae, classificada por Johann Friedrich Gmelin, em 1791, com a denominação de Voluta cardinalis, na obra Linnaei Systema Naturae per Regna Tria Naturae, ed. 13. tomo 1(6): páginas 3021-3910 (publicada em Leipzig, Alemanha). A espécie já esteve inserida no gênero Mitra durante o século XX, com seu gênero atual sendo determinado em 2018, por Fedosov, Herrmann, Kantor & Bouchet, no texto "The collapse of Mitra: molecular systematics and morphology of the Mitridae (Gastropoda: Neogastropoda)", publicado no Zoological Journal of the Linnean Society, Volume 183.

## Descrição e hábitos
Quasimitra cardinalis atinge pouco mais de 7 centímetros de comprimento quando desenvolvida. Sua concha possui uma série de marcações castanhas em sua espiral, entre pontuações e manchas, sendo dotada de pequenos sulcos espirais em perfurações. Lábio externo com pequenos dentes e columela com cinco dobras que a acompanham por todo o interior da espiral.

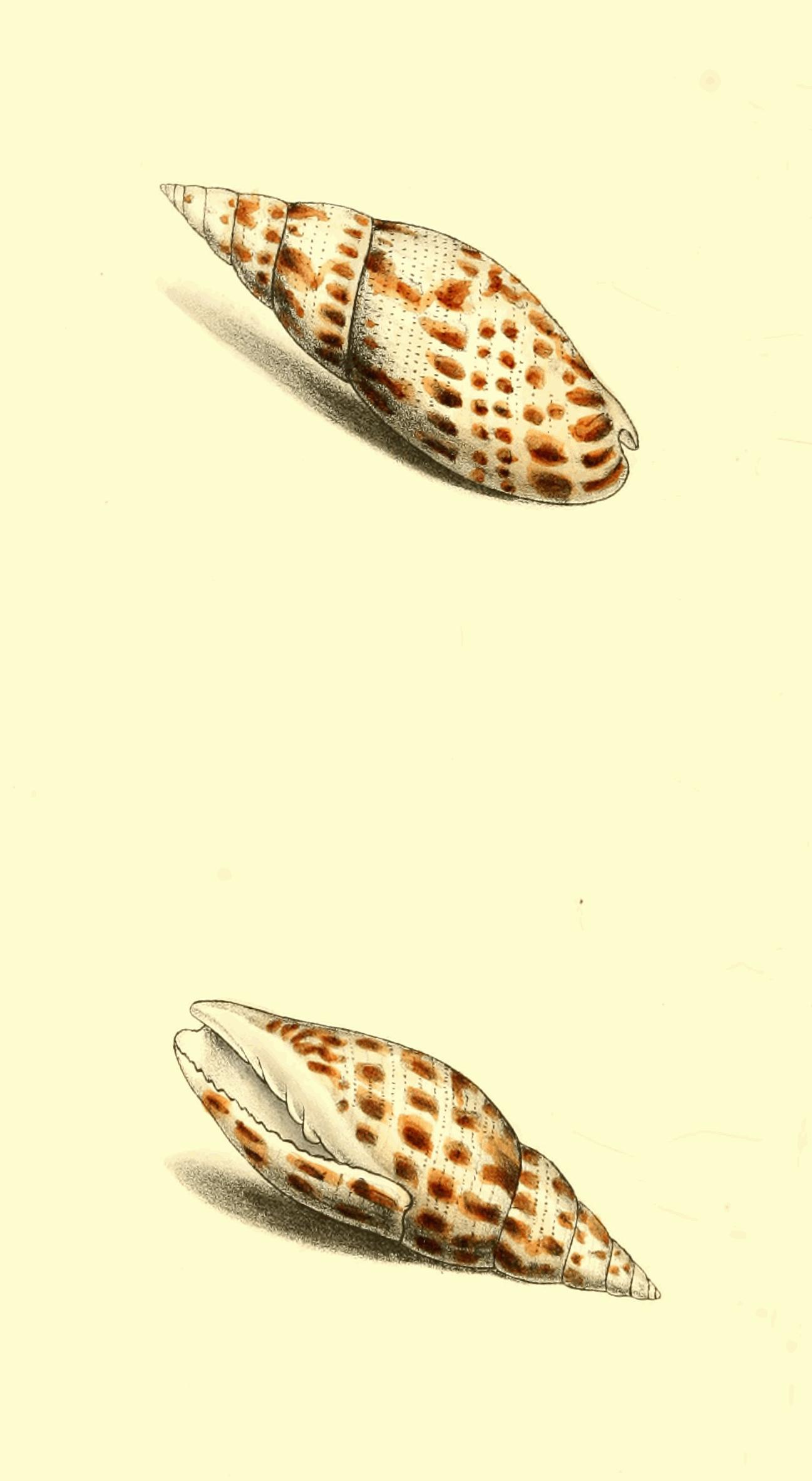
Ilustrações de Q. cardinalis, retiradas de Zoological Illustrations, volume II (1821), por William Swainson.

Os moluscos da família Mitridae são caramujos carnívoros e predadores que vivem sob a areia. Quasimitra cardinalis vive em águas rasas de clima tropical, entre o nível médio do mar até 12 metros (registrado em Guam).

## Distribuição geográfica
Esta espécie é encontrada nas costas arenosas do Indo-Pacífico central (correspondendo à área em verde-escuro, no mapa abaixo).

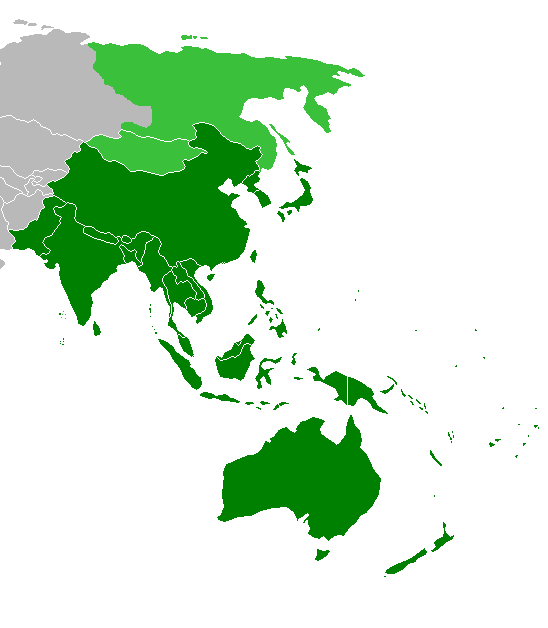
Mapa do Indo-Pacífico, habitat de Quasimitra cardinalis.